# Šeperd market
Šeperd market (engl.  — „Pastirski trg”) je mali trg u Mejferskom okrugu u centralnom Londonu, razvijen u periodu 1735.-46. od strane Edvarda Šeperda na otvorenom, potom korišćen za godišnji majski sajam, odakle je Mejfer(Mayfair) i dobio ime. Nalazi se između Pikadilija i Kurzon Strita..1920-ih bilo je to popularno stambeno naselje pisaca i umetnika, kao što su Antoni Pauel, Majkl Arlen i Sofi Fedorovič.

## Istorija
Shepherd Market je trg razvijen u periodu 1735.-46. od strane Edvarda Šeperda sa otvorenog područja zvanog Brook Field, kroz koji je tekaoTajburn, gde je Mejfer podignut,odakle Mejfer nosi naziv. Šeperd, lokalni arhitekta,je unajmljen da radi na gradilištu i završio je sredinom 18-og veka. Sadrži popločane ulice,jezerce sa patkama i dvospratni market na vrhu pozorišta.
Za vreme 1920-ih , Shepherd Market je bila popularna oblast pisaca i umetnika poput Majkl Arlena i Sofi Fedorovič. Arlen je izdavao sobe nasuprot The Grapes public house i koristio je Shepherd Market za njegov najprodavaniji roman The Green Hat, što je podstaklo Antoni Pauela da se preseli u to okruženje 1926.

## Geografija
Shepherd Market se nalazi između Pikadilija i Kurzon Strita u gradiću Mejfer.

## Spoljašnje veze
- ShepherdMarket.co.uk

51° 30′ 23″ С; 0° 08′ 48″ З / 51.5065° С; 0.1468° З